# Marie Almqvist
Ingela Marie Almqvist, född 1961, är en svensk konstnär.
Marie Almqvist utbildade sig på Dômen konstskola i Göteborg 1996–1998. Hon bor och arbetar i Göteborg.